# Caccia (Postumia)
Caccia (in sloveno Kačja vas) è una località del comune sloveno di Postumia, parte della frazione di Planina.

## Storia
Il comune di Caccia venne istituito nel 1921 sulla parte passata all'Italia dei territori comunali di Longatico Superiore e Planina.
Il toponimo italiano "Caccia" è un'italianizzazione del toponimo sloveno originario "Kačja vas".
Nel 1923 il comune di Caccia venne inserito nel circondario di Postumia della provincia di Trieste.
Nel 1925 il comune di Caccia venne soppresso e aggregato al comune di Postumia.
Nel 1935 la località assunse la nuova denominazione di "Villa Caccia".
Nel settembre 1943 tutta la regione fu occupata dal Reich tedesco e inserita nella Zona d'operazioni del Litorale adriatico.
Dopo la seconda guerra mondiale il territorio passò alla Jugoslavia; attualmente il centro abitato di Caccia è tornato ad essere parte di Planina.